# 영천시장 선거
영천시장 선거는 경상북도 영천시의 시장을 선출하는 선거이다.

## 역대 민선 영천시장
| 선거   | 정당 | 정당     | 시장   |
| ------ | ---- | -------- | ------ |
| 1995년 |      | 무소속   | 정재균 |
| 1998년 |      | 한나라당 | 정재균 |
| 2000년 |      | 무소속   | 박진규 |
| 2002년 |      | 한나라당 | 박진규 |
| 2005년 |      | 한나라당 | 손이목 |
| 2006년 |      | 한나라당 | 손이목 |
| 2007년 |      | 무소속   | 김영석 |
| 2010년 |      | 한나라당 | 김영석 |
| 2014년 |      | 새누리당 | 김영석 |
| 2018년 |      | 무소속   | 최기문 |
| 2022년 |      | 무소속   | 최기문 |

## 역대 선거 결과

### 제1회 전국동시지방선거
|  | 35.72% |

|  | 31.40% |

|  | 14.88% |

|  | 12.79% |

|  | 5.19% |

### 제2회 전국동시지방선거
|  | 36.57% |

|  | 30.93% |

|  | 27.77% |

|  | 4.71% |

### 2000년 대한민국 재보궐선거
정재균 시장의 시장직 상실로 인해 치러진 2000년 대한민국 재보궐선거에서 무소속 박진규 후보가 당선되었다.

### 제3회 전국동시지방선거
|  | 77.97% |

|  | 22.02% |

### 2005년 대한민국 재보궐선거
박진규 시장의 시장직 상실로 인해 치러진 2005년 대한민국 재보궐선거에서 한나라당 손이목 후보가 당선되었다.

### 제4회 전국동시지방선거
|  | 48.53% |

|  | 44.75% |

|  | 6.71% |

### 2007년 대한민국 재보궐선거
손이목 시장의 시장직 상실로 인해 치러진 2007년 대한민국 재보궐선거에서 무소속 김영석 후보가 당선되었다.

### 제5회 전국동시지방선거
|  | 65.74% |

|  | 34.25% |

### 제6회 전국동시지방선거
|  | 62.18% |

|  | 37.81% |

### 제7회 전국동시지방선거
|  | 45.56% |

|  | 34.63% |

|  | 17.14% |

|  | 2.65% |

### 제8회 전국동시지방선거
|  | 53.43% |

|  | 43.80% |

|  | 2.75% |